# Armenia (Antioquia)
Pour les articles homonymes, voir Armenia.
Armenia est une municipalité située dans le département d'Antioquia, en Colombie.